# PTT Public Company Limited
PTT Public Company Limited ou PTT (em thai: ปตท) é uma companhia petrolífera estatal da Tailândia.

## História
A companhia foi estabelecida em 1978, com a criação da Petroleum Authority of Thailand.